# محمية ومتنزه بوابات القطب الشمالي الوطنية
محمية ومتنزه بوابات القطب الشمالي الوطنية (بالإنجليزية: Gates of the Arctic National Park and Preserve)‏، هي حديقة وطنية تابعة للولايات المتحدة، في ألاسكا.
وهي حديقة تقع في أقصى شمال الولايات المتحدة (تقع الحديقة بالكامل شمال الدائرة القطبية الشمالية، وثاني أكبر الحدائق بمساحة تبلغ 13,238 ميلاً (34,287 كيلومترًا مربعًا)، أي نفس مساحة سويسرا تقريبًا.
تتكون الحديقة في الأساس من أجزاء من جبال بروكس رينج. كانت في بادئ الأمر محمية بوصفها نصبا تذكاريا للولايات المتحدة (U.S. National Monument) في 1 ديسمبر عام 1978، قبل أن تصبح محمية وحديقة وطنية بعد عامين في 1980 بعد صدور القانون الوطني للمحافظة على أراضي ألاسكا (Alaska National Interest Lands Conservation Act). يوجد جزء كبير من الحديقة محمي في بوابات برية القطب الشمالي (Gates of the Arctic Wilderness) التي تغطي 7,167,192 أكر (2,900,460 ها). يجاور المنطقة البرية (National Wilderness Preservation System) منطقة نوتك البرية (Noatak Wilderness Area) ويشكلان معًا أكبر منطقة برية بالولايات المتحدة (United States).
يعود اسم الحديقة إلى عام 1929، عندما استكشف الناشط البري بوب مارشال (Bob Marshall) المفترق الشمالي لنهر كويوكوك، يواجهها جبلان (جبل فريجيد كراغس وبوريال) (Frigid Crags and Boreal Mountain)، كل جبل على ضفة من ضفتي النهر. لقد سمى هذه البوابة «بوابات القطب الشمالي».
توجد عشرة مجتمعات صغيرة خارج حدود الحديقة يتم تصنيفها «كمناطق الإقامة الدائمة» وتعتمد في الطعام والمعيشة على موارد الحديقة. تلك المجتمعات هي ألتنا (Alatna)، وألاكاكيت (Allakaket)، وأمبلر (Ambler)، وأناكتوفوك باس (Anaktuvuk Pass)، وباتلس/إيفانزفل (Bettles/Evansville)، وهيوز (Hughes)، وكوبك (Kobuk)، ونويكسوت (Nuiqsut)، وشانغناك (Shungnak)، ووايزمان (Wiseman).
لم يتم إنشاء طرق في الحديقة، أو مسارات، أو مرافق للزوار، أو مخيمات. ومع ذلك، فإن طريق دالتون السريع، (الطريق 11 بولاية ألاسكا) يمر داخل خمسة أميال (88 كيلو مترًا) من حدود الحديقة الشرقية. وقد أقامت إدارة الحديقة الوطنية مركزًا صغيرًا للزوار بالقرب من {{|كولد فوت، ألاسكا|Coldfoot, Alaska}} على الطريق السريع.

## الطبيعة الجغرافية
تحتوي الطبيعة الجغرافية للمكان على نتوء صخري، يصل بروكس رينج والوديان المنحدرة من منطقة تندرا البرية.
وتشمل أنواع الحيوانات الموجودة بالحديقة الأيل، ودببة الأراضي الجرداء، وأغنام الدال، والدب الأسود، والذئاب، والكاريبو.
تحتوي الحديقة على جبال مثل قمم أريغتش، وجبل أيغكباك.
كما تتميز الحديقة، بستة من الأنهار ذات الطبيعة البرية، والمناظر الطبيعية الخلابة:
- نهر ألتنا- 83 ميلاً (134 كيلو مترًا)
- نهر جون (John River) 52 ميلاً (84 كيلو مترًا)
- نهر كوبك (Kobuk River) 110 أميال (177 كيلو مترًا)
- المفترق الشمالي لنهر كويوكوك 102(Koyukuk River) ميل (164 كيلو مترًا)
- جزء من نهر نوتاك.
- نهر تينايغوك (Tinayguk River) 44 ميلًا (71 كيلو مترًا).

## وصلات خارجية
- Official site: Gates Of The Arctic National Park and Preserve
- NPS visitor guide for Gates of the Arctic
- ProtectedPlanet.net site for Gates of the Arctic National Park and Preserve